# كين كارسون
كين كارسون (بالإنجليزية: Ken Carson)‏ هو ترفيهي أمريكي، ولد في 14 نوفمبر 1914 في كولغيت في الولايات المتحدة، وتوفي في 7 أبريل 1994 في جاكسونفيل في الولايات المتحدة.